# Ziua Republicii (India)

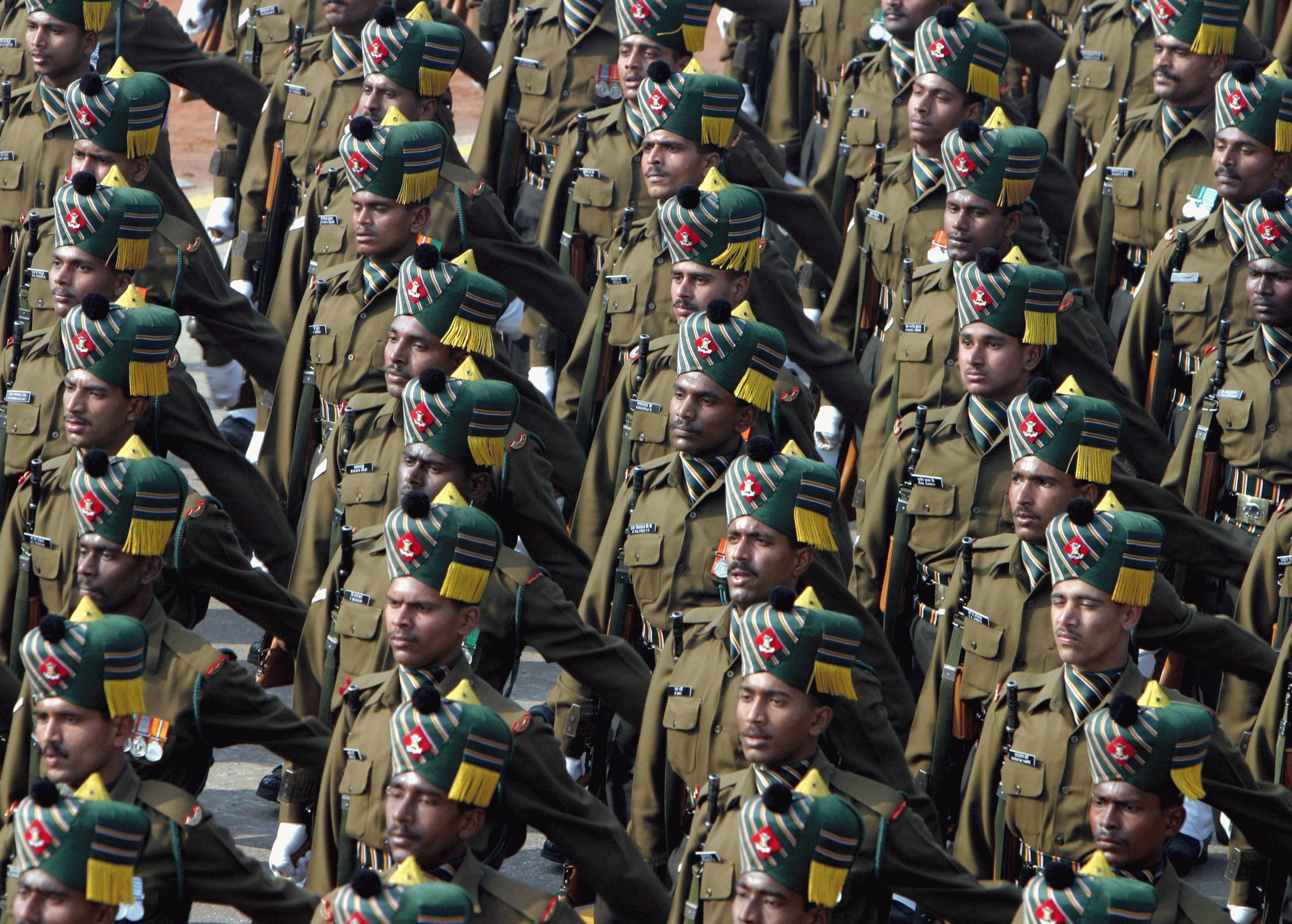
Soldaţi din Regimentul Madras defilând de Ziua Republicii

În India, Ziua Republicii este o sărbătoare ce aniversează adoptarea Constituției și trecerea Indiei de la statutul de Dominion Britanic la cel de republică independentă în ziua de 26 ianuarie 1950. 
Astăzi, Ziua Republicii este una dintre cele trei sărbători naționale ale Indiei. Parada militară tradițională, la care asistă Președintele, are loc în capitala New Delhi, iar în capitalele fiecărui stat al Indiei au loc alte festivități.